# Flotte des Indes
Pour les articles homonymes, voir Flotte (homonymie).

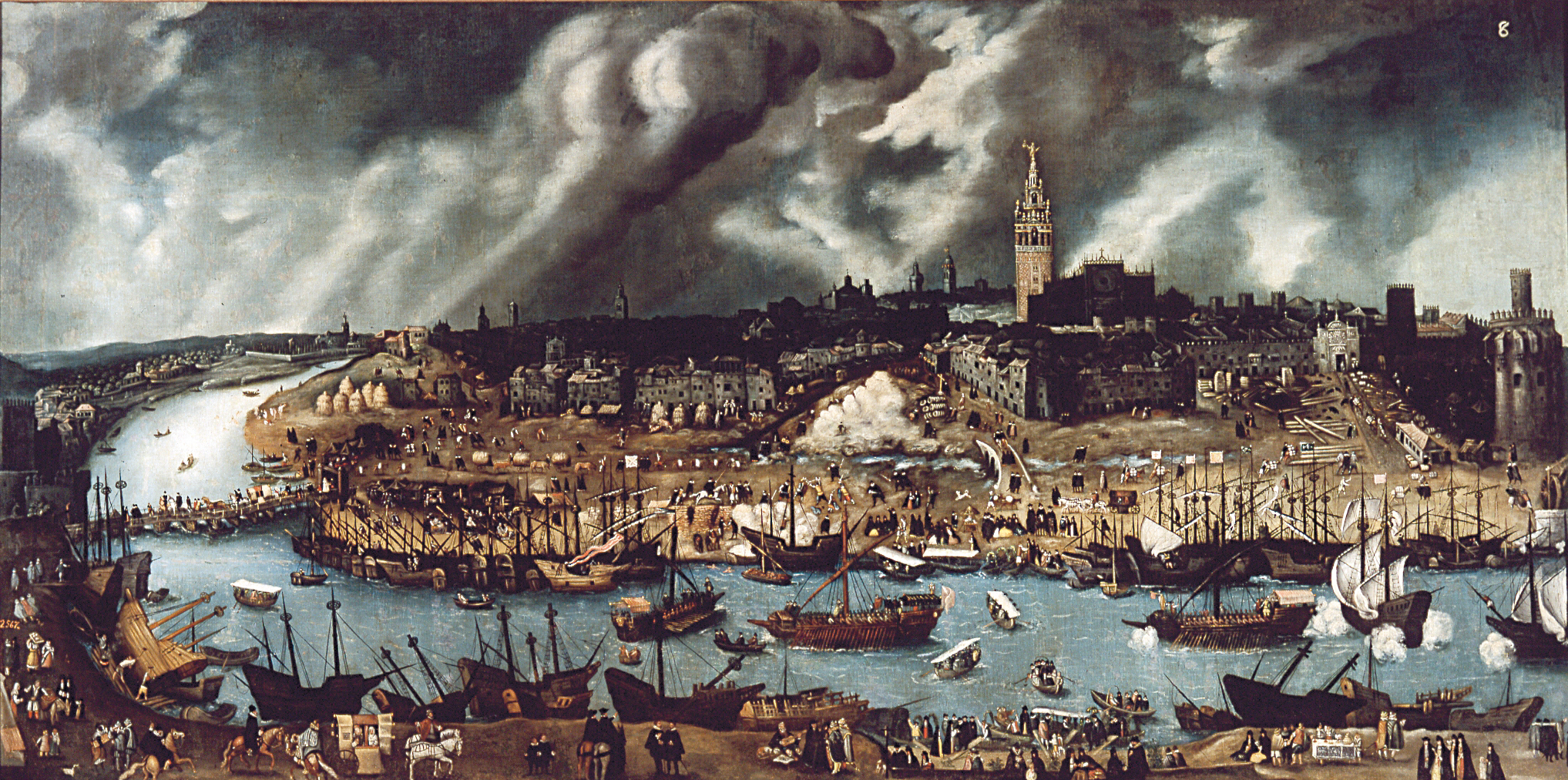
Séville au XVIe siècle.

La Flotte des Indes (Flota de Indias en espagnol) était une flotte organisée en convoi par l'empire espagnol, entre 1566 et 1790. Cette flotte servait aux transports de l'empire espagnol des Indes vers l'Espagne de biens d'une grande variété. Ceux-ci étaient aussi bien des produits agricoles que du bois de construction, des minerais, des produits manufacturés ou des objets de luxe. Mais surtout, la flotte des Indes était réputée pour transporter des richesses fabuleuses : métaux précieux (argent et or), pierres précieuses, perles, épices, sucre, tabac, soie et autres biens exotiques. À son retour, la flotte des Indes transportait des produits manufacturés espagnols et des émigrants vers l'Amérique.
Elle est le pendant du Galion de Manille qui organisait le commerce sur le Pacifique entre Manille, aux Philippines espagnoles, et Acapulco au Mexique, principal port de la côte Pacifique de la Nouvelle-Espagne.
Cette abondance de biens sud-américains est considérée à terme comme contre-productive : l'Espagne prend l'habitude de ne pas avoir besoin d'une industrie puissante sur son sol pour engranger de l'or, au contraire de nations plus industrieuses souffrant d'un territoire étroit et sans ressources naturelles. Cette situation est souvent vue comme l'une des causes de la stagnation économique du pays, en comparaison de ses voisins comme la France ou l'Italie de la même époque.

## Histoire

### Organisation de la flotte des Indes

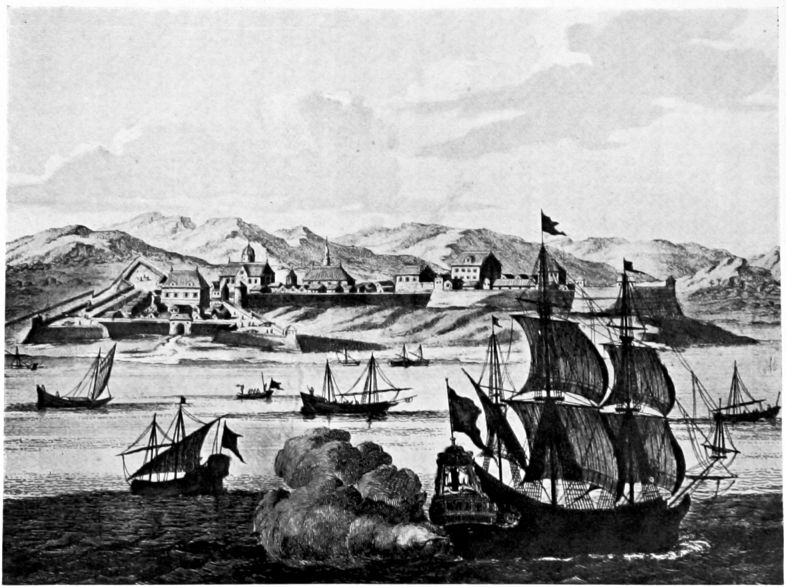
Vue imaginaire de Nombre de Dios, sur la côte atlantique de Panama (1672)

Le prélèvement des richesses américaines commença dès la découverte de l'Amérique. Mais à partir des années 1520, à cause du développement de la course française et notamment de la prise, en 1523, par Jean Fleury du trésor aztèque envoyé par Cortés à Charles Quint, fut décidé l'organisation d'un système de convoi afin d'améliorer la sécurité des navires espagnols. L'idée était d'établir deux flottes distinctes, toutes deux composées de galions fortement armés de canons et de navires marchands (ou caraques) emportant les marchandises.
Les deux flottes quittaient chaque année l'Espagne, par le port de Séville - puis, à partir de 1717, celui de Cadix. La première flotte se rendait à Veracruz, en Nouvelle-Espagne, dans le golfe du Mexique. La seconde se dirigeait vers la Nouvelle-Grenade, à Carthagène des Indes, Nombre de Dios et Portobelo. Dans les ports, les flottes déchargeaient leurs marchandises espagnoles (produits manufacturés ou esclaves) et embarquaient les produits américains : métaux précieux (argent et or), pierres précieuses, perles, épices, sucre, tabac, soie et autres biens exotiques. Ensuite, les deux flottes se retrouvaient à La Havane, sur l'île de Cuba, pour faire le voyage de retour.

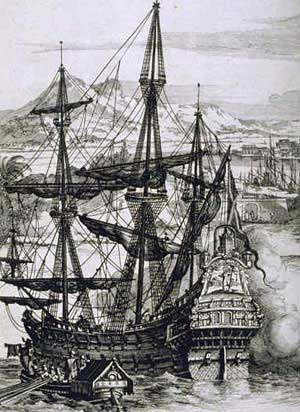
Gravure d'un galion espagnol, par Albrecht Dürer

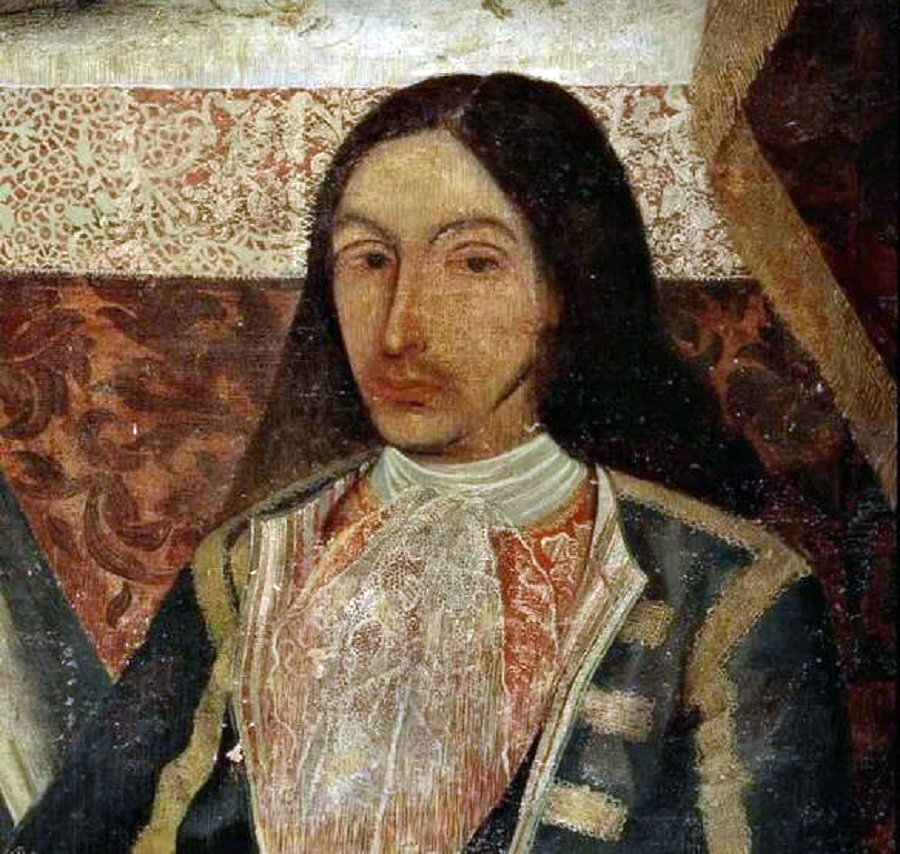
Amaro Pargo, corsaire et marchand, était l'un des plus importants personnages historiques de ceux qui ont participé à la Flotte des Indes.

Une flotte similaire, connue comme le « galion de Manille », existait également entre le port d'Acapulco, en Nouvelle-Espagne, et celui de Manille, aux Philippines. Il transportait les biens d'origine asiatique, et plus spécifiquement chinoise, échangés contre l'argent mexicain. D'Acapulco, les produits rejoignaient ensuite par voie terrestre le port de Veracruz.
Le commerce avec les colonies espagnoles était étroitement surveillé par l'établissement de la Casa de Contratación dès 1503. La loi établissait qu'elles ne pouvaient commercer qu'avec le port espagnol de Séville (puis de Cadix). Les Anglais, les Français et les Hollandais essayèrent de faire abolir ce « commerce du monopole », qui persista cependant durant deux siècles. Grâce à ce monopole - il s'agit en fait d'une situation de monopsone - et au contrôle qu'elle exerçait sur le commerce, l'Espagne devint un des pays les plus riches d'Europe : la taille de la flotte des Indes passa de 17 navires en 1550 à plus de 100 dans les dernières années du XVIe siècle. Ces richesses servirent à supporter les longues guerres que connut la monarchie espagnole.
En même temps, la flotte prélevait le quinto real, un impôt de 20 % sur les métaux précieux et les envois des particuliers. Mais cet impôt, malgré ses profits fabuleux pour la monarchie, restait bien mal recouvré : les découvertes archéologiques montrent que les quantités de métaux étaient encore bien supérieures aux quantités déclarées : les marchands recouraient à la contrebande et à la corruption pour éviter de payer.
Entre 1703-1705 commence la participation de Amaro Pargo aux Flotte des Indes. Dans cette période où il était propriétaire et capitaine de la frégate El Ave María y Las Ánimas avec lequel il a navigué du port de Santa Cruz de Tenerife à La Havane. Les bénéfices réinvestis commerce des Canaries-américains dans leurs champs, destinés principalement à la culture du raisin Malvasia et vidueño, dont la production (principalement de vidueño) a été envoyé en Amérique. Amaro Pargo a été l'un des personnages historiques les plus importants de ceux qui ont participé cette route commerciale.

### Du déclin à la disparition
Au cours du XVIIe siècle, le rôle de la flotte des Indes commença à décliner pour diverses raisons :
- pour des causes naturelles, en particulier les tempêtes : la flottes de 1622 (dont faisait partie le célèbre galion Nuestra Señora de Atocha), la flotte de 1715 et celle de 1733 furent anéanties dans les Caraïbes ;
- à cause des corsaires ou navires ennemis qui étaient de plus en plus actifs et dangereux. La flotte de 1628 fut capturée par l'amiral hollandais Piet Hein à la bataille de la baie de Matanzas. C'est la seule fois de son histoire qu'une flotte de l'or a été prise. En 1656 et 1657, les Anglais Richard Stayner et Robert Blake coulèrent le convoi. Quant à la flotte de 1702, elle fut détruite pendant la guerre de Succession d'Espagne dans la bataille de Vigo. En 1739, lors de la guerre de l'oreille de Jenkins, l'Anglais Edward Vernon porta son attaque directement sur le port de Portobelo, puis sur celui de Carthagène. En 1762, lors de la guerre de Sept Ans, les Anglais occupèrent La Havane et Manille, empêchant le passage de la flotte. Les menaces se précisaient d'ailleurs depuis que les puissances étrangères avaient commencé à établir des bases dans les îles des Antilles : l'Angleterre s'empara de San Cristóbal y Nieves en 1624, la France de Saint-Domingue en 1625 et les Provinces-Unies de Curazao en 1634 ;
- la chute de la production de métaux précieux en Amérique. Le nombre des navires composant la flotte chuta à 25, et continua à décroître encore au siècle suivant.

Ces événements eurent des conséquences néfastes sur l'économie espagnole, déjà affaiblie par les guerres. Les transferts de richesses furent également la cause d'une forte inflation et d'une véritable « révolution des prix » qui affaiblit considérablement l'économie espagnole péninsulaire au XVIe siècle. La dernière grande flotte des Indes fut organisée en 1776. Dans les années suivantes, Charles III d'Espagne et ses successeurs réduisirent puis abolirent le monopole - la Casa de Contratación fut supprimée en 1790 - et ouvrirent les ports des colonies au commerce libre.

## Le «Zilvervloot»

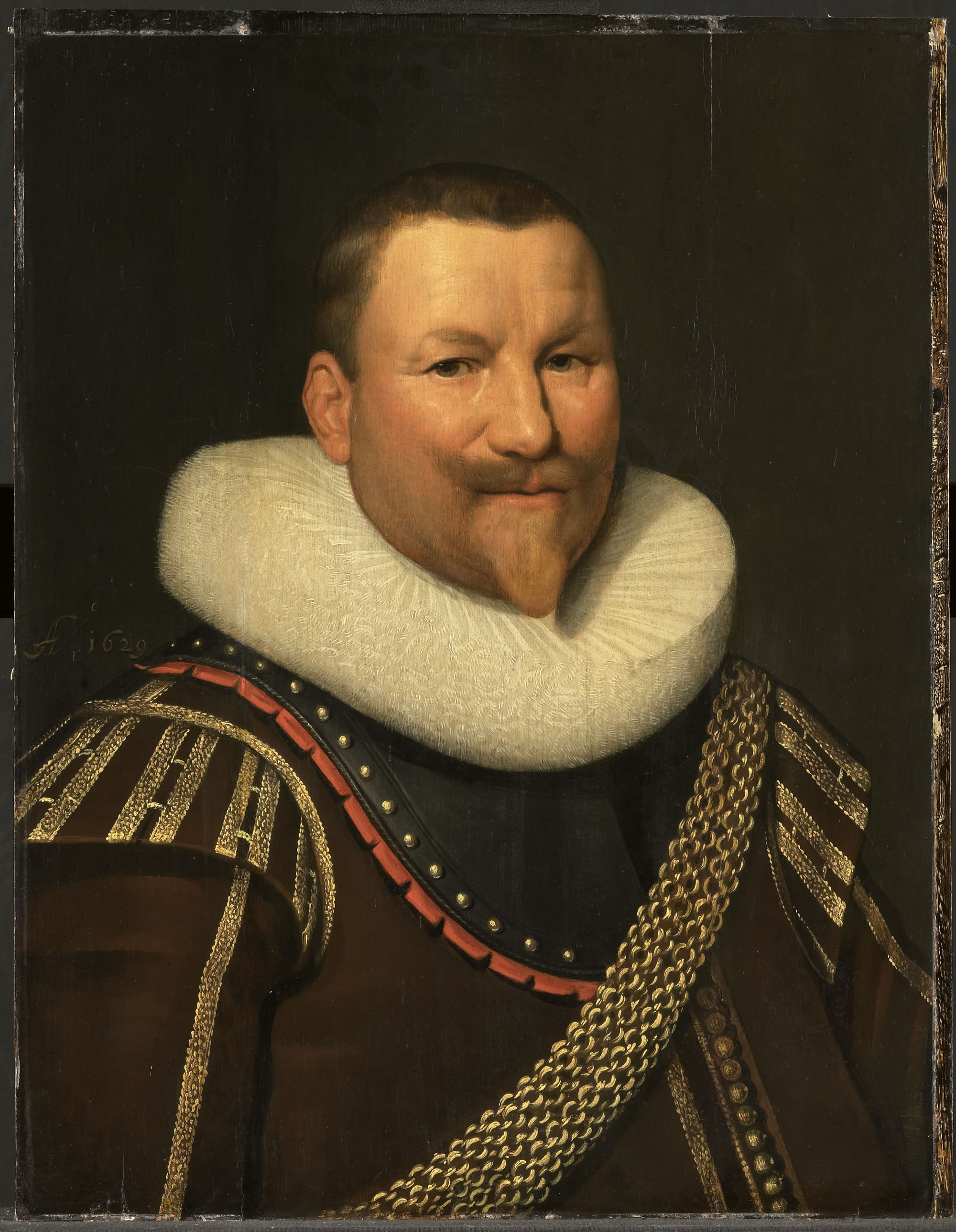
Piet Hein, copie de 1629 d'après un original perdu de 1625 par le peintre Jan Daemen Cool.

« De Zilvervloot » (ce qui signifie la « Flotte de l'Argent » en néerlandais, nom qui désignait dans les Provinces-Unies la Flotte des Indes) est un chant populaire des Pays-Bas qui célèbre la victoire de Piet Hein en 1628. Il a été composé en 1844 par le médecin et musicien Joannes Josephus Viotta, sur des paroles du médecin et poète Jan Pieter Heije.
(couplet)

Heb je van de zilveren vloot wel gehoord

de zilveren vloot van Spanje?

Die had er veel Spaanse matten aan boord

En appeltjes van Oranje!

Sprak toen niet Piet Hein met een aalwaerig woord:

"Wel jongentjes van Oranje,

Kom, klim 'reis aan dit en dat Spaansche boord

En rol me de matten van Spanje"?

Klommen niet de jongens als katten in 't want

En vochten ze niet als leeuwen?

Ze maakten de Spanjers duchtig te schand

Tot in Spanje klonk hun schreeuwen!

(refrain)

Piet Hein!, Piet Hein!, Piet Hein zijn naam is klein,

Zijn daden bennen groot. (bis)

Hij heeft gewonnen de zilveren vloot,

Die heeft gewonnen, gewonnen de Zilvervloot. (bis)

### Source
- (es) Cet article est partiellement ou en totalité issu de l’article de Wikipédia en espagnol intitulé « Flota de Indias » (voir la liste des auteurs).

- (nl) Cet article est partiellement ou en totalité issu de l’article de Wikipédia en néerlandais intitulé « Zilvervloot » (voir la liste des auteurs).